# Mura poligonali
Le mura poligonali sono mura innalzate in opera poligonale, tramite la posa di grandi massi lavorati fino ad ottenere forme poligonali, per essere giustapposte a incastro, senza calce, con cunei che riempiono i rari spazi vuoti. Lo stile è caratteristico delle fortificazioni micenee.  Sono dette anche mura ciclopiche (termine di uso popolare ma improprio dal punto di vista archeologico) o pelasgiche.

## Storia

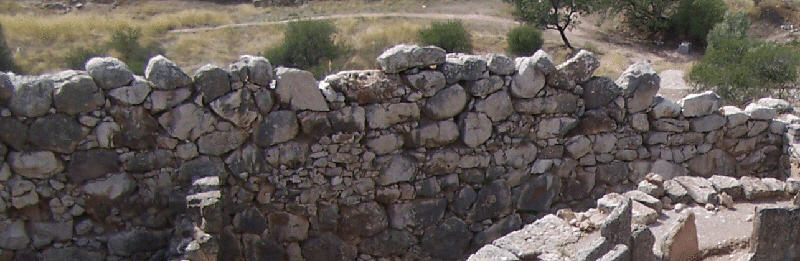
Mura ciclopiche di Micene

Il termine deriva dalla convinzione dei greci classici che solo i mitici ciclopi avevano la forza di muovere gli enormi massi che costituivano queste mura. Plinio riportava la tradizione attribuita ad Aristotele, secondo cui i Ciclopi furono gli inventori delle torri in muratura, dando origine alla designazione ciclopica. Gli esempi più famosi di muratura ciclopica si trovano nelle mura di Tirinto, Micene e Argo. 
Secondo Euripide, Strabone e Pausania sarebbero state attribuite al mitico popolo preellenico dei pelasgi, che avrebbero costruito le mura simili delle città micenee.
La muratura ciclopica è infatti un tipo di pietra trovata nell'architettura micenea, costruita con massi di calcare, approssimativamente montati insieme con una distanza minima tra le pietre adiacenti e con malta di argilla o nessun uso di malta.  I massi in genere sembrano non lavorati, ma alcuni potrebbero essere stati lavorati approssimativamente con un martello e gli spazi tra i massi riempiti con piccoli pezzi di calcare.
Stili simili di lavori in pietra sono stati trovati in altre culture e il termine è stato usato per descrivere i tipici lavori in pietra di questo tipo, come le antiche mura della città di Rajgir.

## Esempi
In Italia esistono conservati numerosi esempi di mura poligonali:
- in Calabria (Mura Greche di Vibo Valentia);
- nel Lazio (Alatri, Arpino, Artena, Atina, Anagni, Veroli, Bellegra, Belmonte in Sabina, Vicalvi, San Donato Val di Comino, Ferentino, Formia, Fondi, Terracina, San Felice Circeo, Segni, Norma, Cori, Olévano Romano, Pescorocchiano, Amyclae, Vicovaro, Palestrina, Castel San Pietro Romano, Sezze, Sermoneta, Grotte di Torri, Poggio Mirteto scalo[1], Pyrgi presso il Castello di Santa Severa) ;
- in Abruzzo (Alba Fucens, Civita d'Antino, già Antinum);
- in Molise (Pietrabbondante, Frosolone);
- in Campania (Monteverde, Piedimonte Matese, Roccamonfina nel sito dell'Orto della Regina);
- in Toscana (Cosa, Orbetello, Roselle, Volterra);
- in Umbria (di notevole importanza per estensione, conservazione ed imponenza sono le mura di Amelia, nel ternano e le mura presenti nei siti di Torre Maggiore, Cesi sopra il paese e Sant'Erasmo sopra le montagne che circondano la città di Terni; le mura ciclopiche di Spoleto; le mura di Perugia, benché poligonali, sono dette mura etrusche in quanto la loro datazione è successiva all'epoca "pelasgica".
- in Basilicata (Muro Lucano);
- in Puglia (Manduria, Altamura, Azezio presso Rutigliano).
- in Sicilia a Erice, del periodo elimo-fenicio-punico (VIII/VII secolo a.C.), e Adrano
- in Sardegna, nella costruzione dei  Nuraghi

In tutto il mondo sono presenti mura megalitiche, in Sud America, in Egitto, persino in luoghi come Australia e sull'isola di Pasqua (Le mura ciclopiche di Ahu tahiri (vinapu 1)).

## Maniere costruttive
In base alla catalogazione di Giuseppe Lugli, vi si possono riconoscere quattro "maniere" costruttive.
- Nella prima maniera sono catalogate le opere realizzate sovrapponendo puramente e semplicemente i blocchi di pietra grezzi o appena sbozzati.
- Nella seconda maniera si nota un primo tentativo di levigatura dei piani esterni e, spesso, l'inserimento di zeppe o di pietre più piccole tra un interstizio e l'altro.
- Il vero salto di qualità si consegue con la terza maniera. In essa i blocchi hanno le forme perfettamente geometriche di veri e propri poligoni. Le superfici esterne delle fortificazioni sono perfettamente levigate e, quelle di posa, assolutamente combacianti.
- Con la quarta maniera, i blocchi prendono forma di parallelepipedi quadrangolari, non sempre perfettamente levigati all'esterno e combacianti con minor cura.

Numerosi, tuttavia, risultano gli esempi di commistione tra le varie maniere.

## Datazione
Le Mura poligonali dell'Italia centro-meridionale sono datate dal VII al II secolo a.C., in base a deduzioni archeologiche e/o sulla base dei documenti storici che, già in antichità, vi facevano riferimento.
Erano generalmente impiegate come sistemi di difesa della città alta, della quale rappresentavano al contempo la struttura di contenimento. 
Le porte che si aprono in questi sistemi difensivi presentano architravi costituiti da monoliti che giungono a pesare fino a 3 tonnellate.

## Attribuzione
L'erudito francese Louis-Charles-François Petit-Radel, già nel 1801, ritenne di poter confermare l'attribuzione di tali costruzione al popolo dei pelasgi, intendendo, con tale denominazione, una popolazione preellenica che sarebbe migrata nella penisola italica in età antichissima. Tale ipotesi, tuttavia, comporterebbe una datazione degli edifici al più tardi all'età del bronzo finale e ciò non sembra riscontrato dagli scavi archeologici.
L'archeologo Antonino Salinas attribuì i massi di base di enorme dimensione delle mura ciclopiche di Erice, di epoca elima (VIII sec. a.C.), ad opus incertum, sui quali poggiano filari costituiti da conci calcarei ad opus rectum di epoca punica (VI sec. a.C.) e notò delle lettere dell’alfabeto fenicio (ain, beth e phe) incise sui massi.
A metà del XX secolo, l'archeologo italiano Giuseppe Lugli attribuì ai Romani la tecnica di realizzazione di tutte le architetture megalitiche della penisola; inoltre, sulla base dell'opera storica di Tito Livio, tentò di definirne con sicurezza la datazione. Tale procedimento, tuttavia, si rivelò inaffidabile per la datazione delle fortificazioni poste nelle altitudini più elevate o del meridione, dove i Romani non avevano mai fondato colonie. Inoltre, oggi gli storici ammettono comunemente l'esistenza di un notevole disordine cronologico nella tradizione liviana e, in genere, nella storiografia romana relativa al periodo repubblicano e regio, tale da vanificare le considerazioni del Lugli.
Alcuni decenni più tardi, l'archeologo Filippo Coarelli affermò che “per quanto riguarda il Lazio, l'opera poligonale è utilizzata indifferentemente tanto dalle popolazioni italiche prima della romanizzazione, quanto dagli stessi Romani nelle loro fondazioni coloniali e successivamente non solo nelle grandi cinte murarie e nei basamenti dei santuari, ma anche in costruzioni di ville, in viadotti, in ponti”. Coarelli ha ipotizzato, inoltre, l'introduzione della terza maniera come il frutto della collaborazione di maestranze itineranti di origine greca; lo studioso, infatti, ha riscontrato un'oggettiva identità della loro conformazione sia con quella del muro di contenimento del Tempio di Apollo a Delfi, che con quelle dell'acropoli della colonia di Elea, nel Cilento, entrambe risalenti al VI secolo a.C. Tale collaborazione avrebbe prodotto la diffusione presso le popolazioni locali della cultura e della preparazione tecnologica per la realizzazione delle fortezze architettonicamente più apprezzate, pur escludendo - il Coarelli - la caratteristica di élite “itinerante” dei diffusori di tale più perfezionata tecnologia.
Infine, più recentemente, lo studioso Giulio Magli, professore ordinario di architettura civile del Politecnico di Milano, osservando che "i Romani non lasciarono mai alcuna testimonianza scritta o figurata di aver costruito in opera poligonale", ha ritenuto più ragionevole supporre "che le mura poligonali non facessero parte della loro forma mentis" e ha concluso che gli indizi "puntano fortemente verso una pre-romanità dell'opera poligonale in Italia".

## Galleria d'immagini

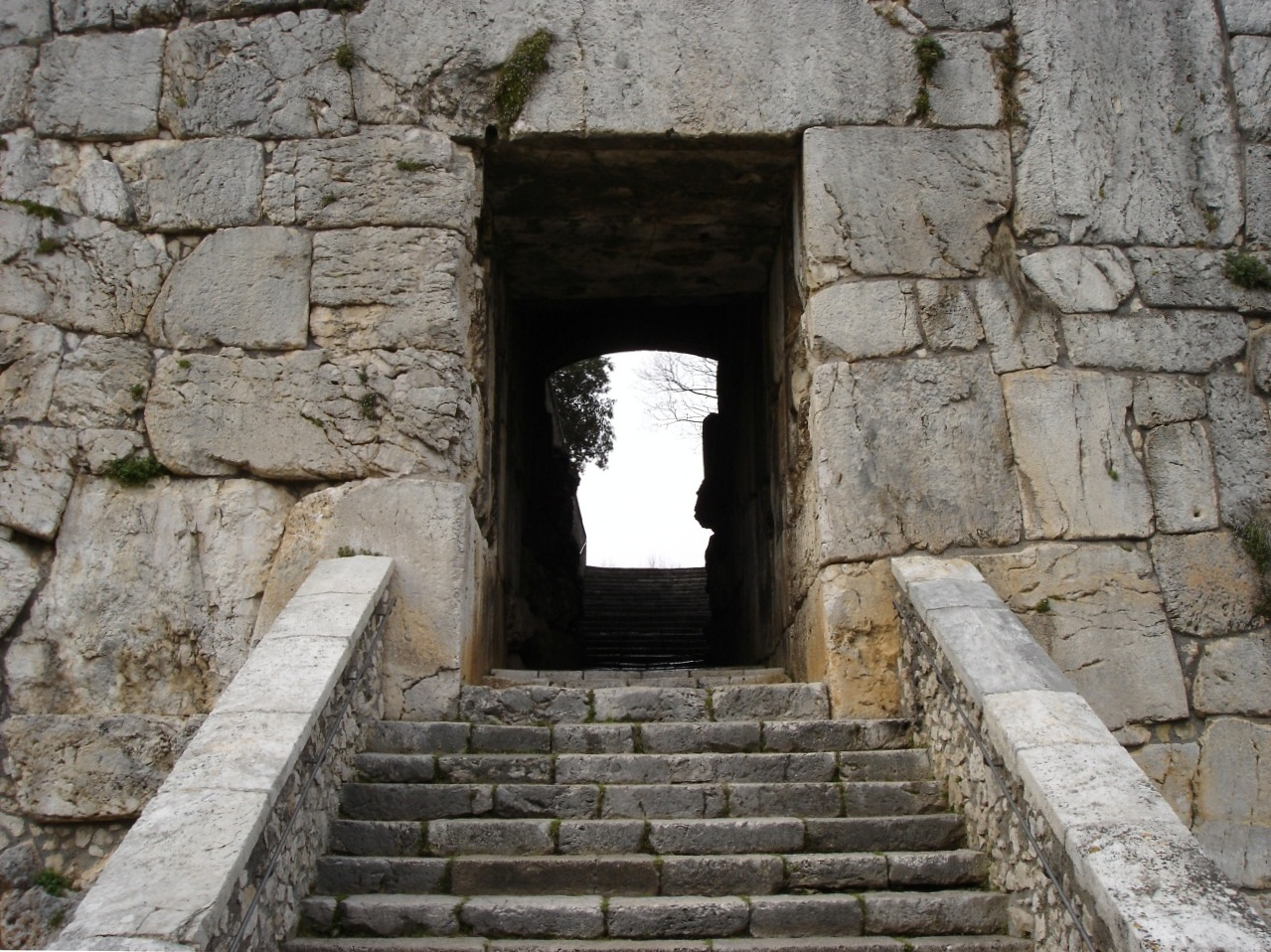
Alatri: Porta Maggiore (III maniera)
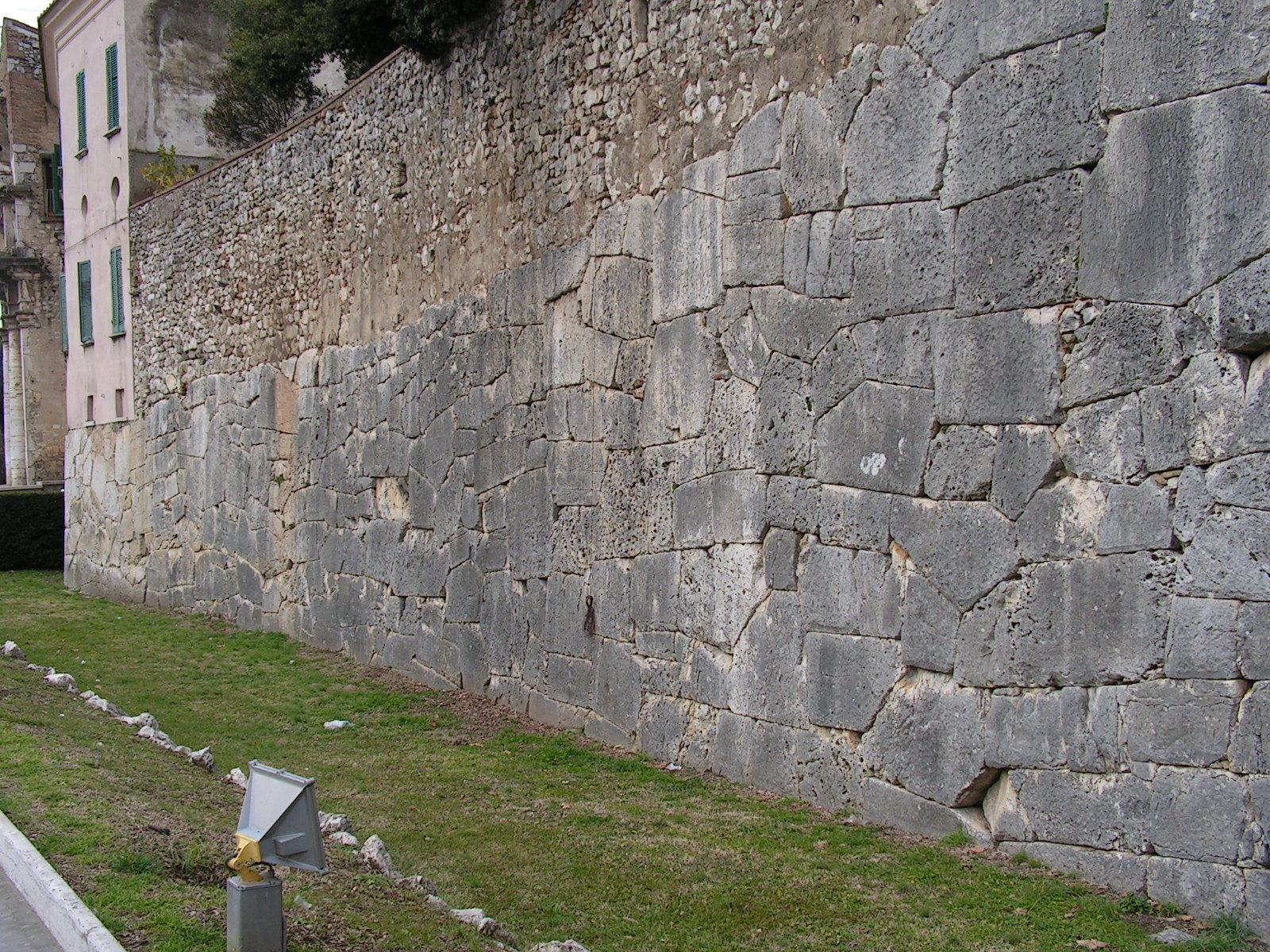
Amelia - Mura poligonali tratto lato Sud (III maniera)
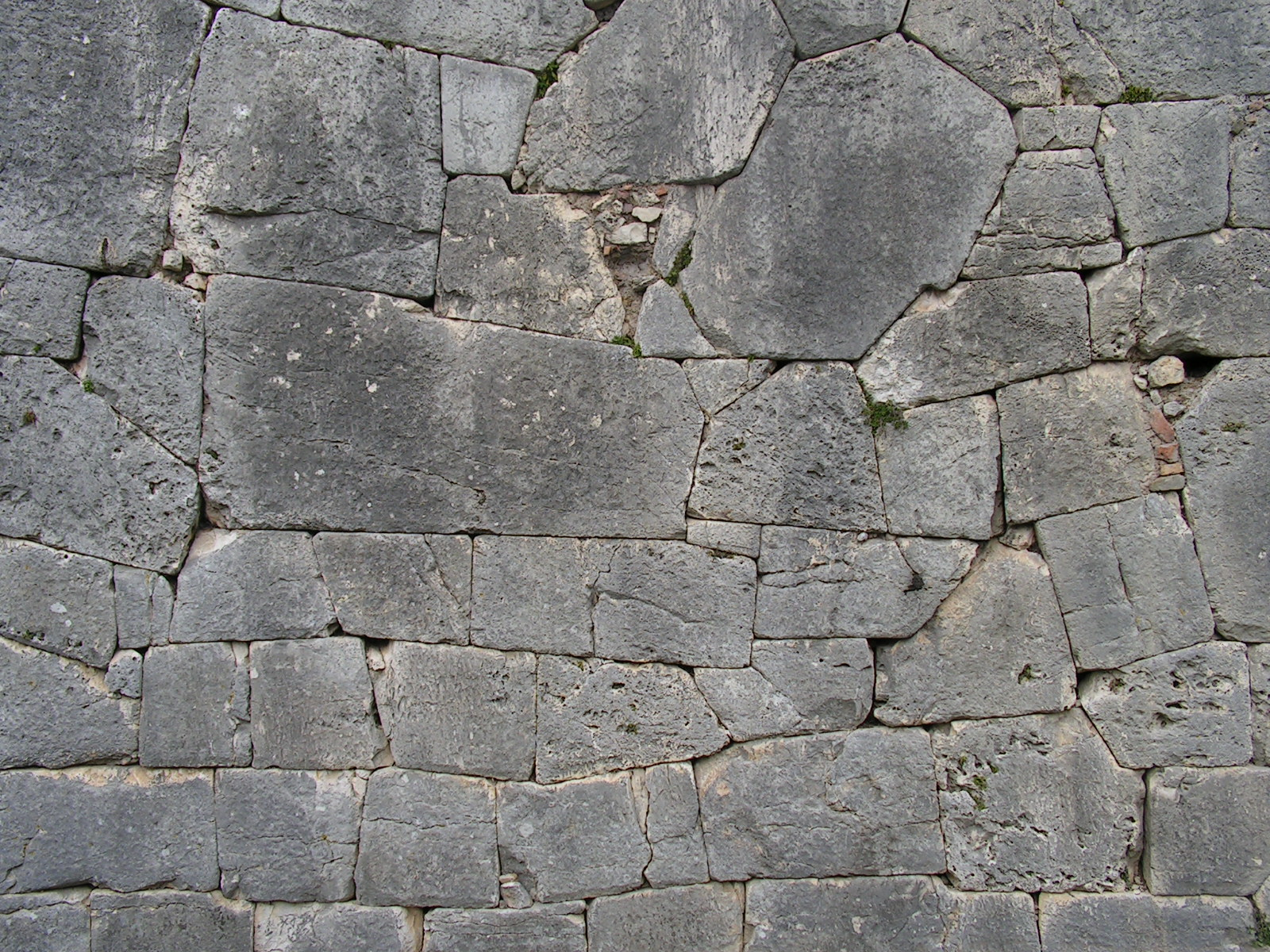
Amelia - Mura poligonali - particolare (III maniera)
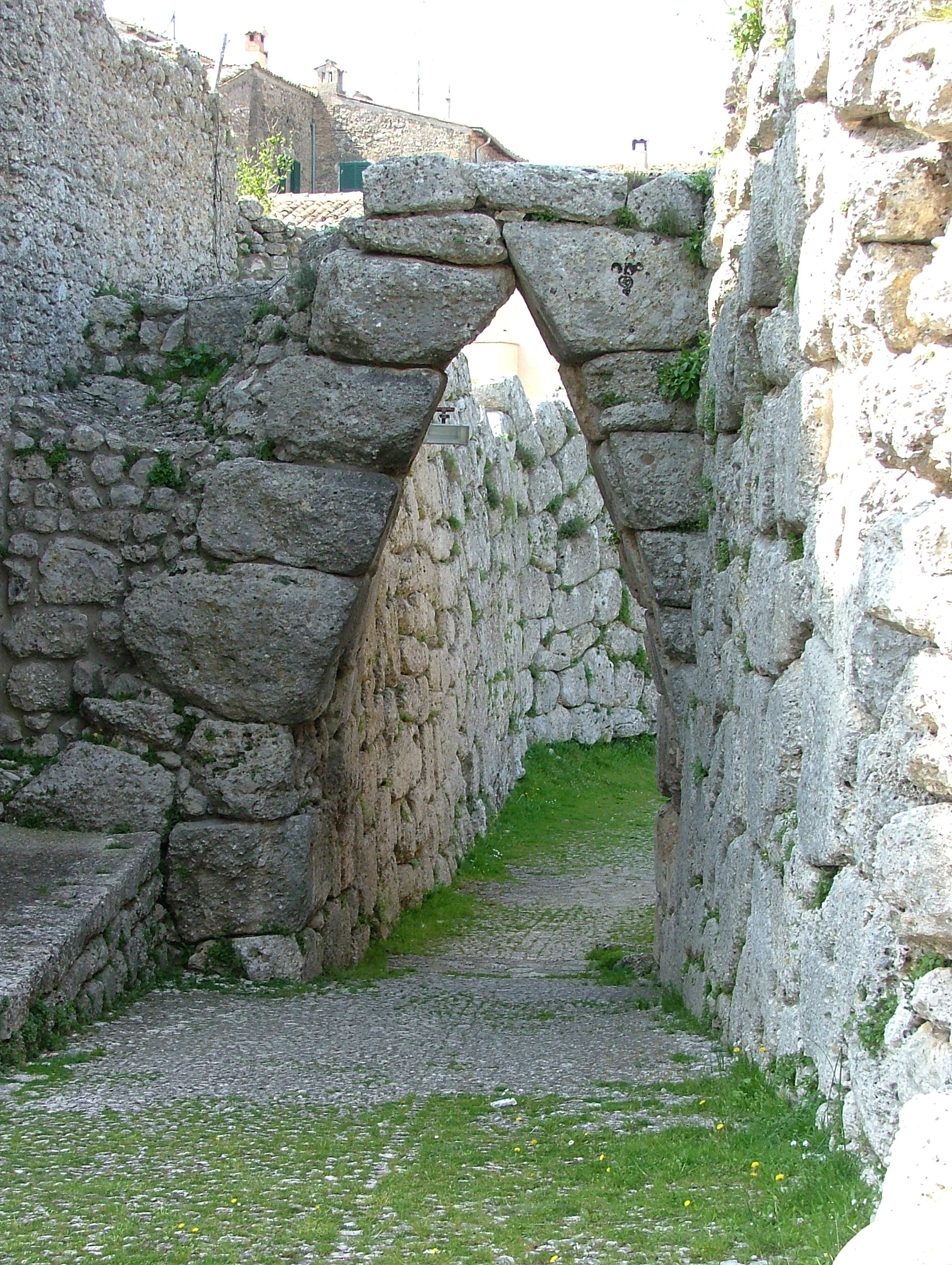
Arpino: un inusuale arco a sesto acuto (II maniera)
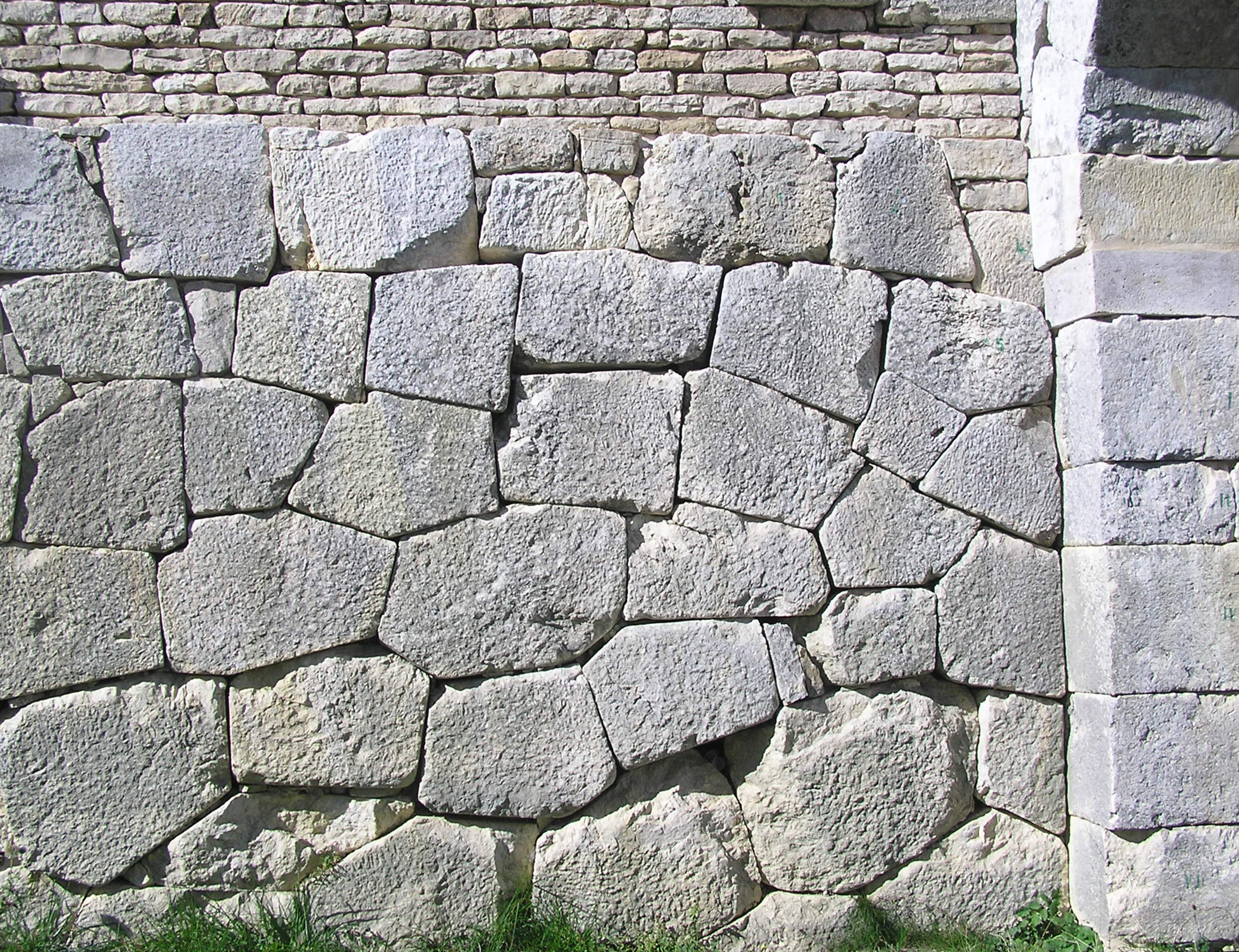
Pietrabbondante: il teatro (III maniera)
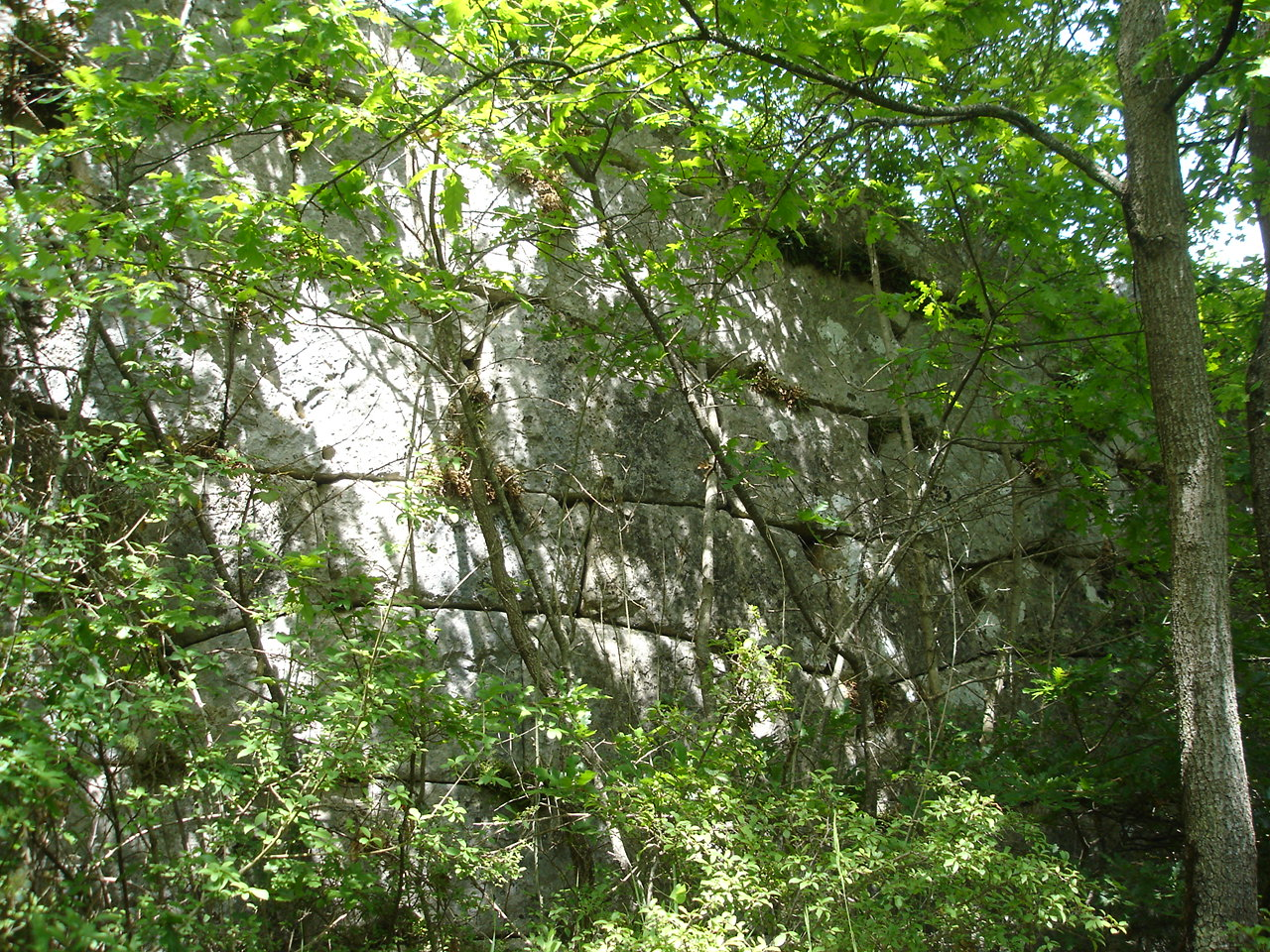
Civitella di Nesce (Pescorocchiano): mura poligonali (III-IV maniera)
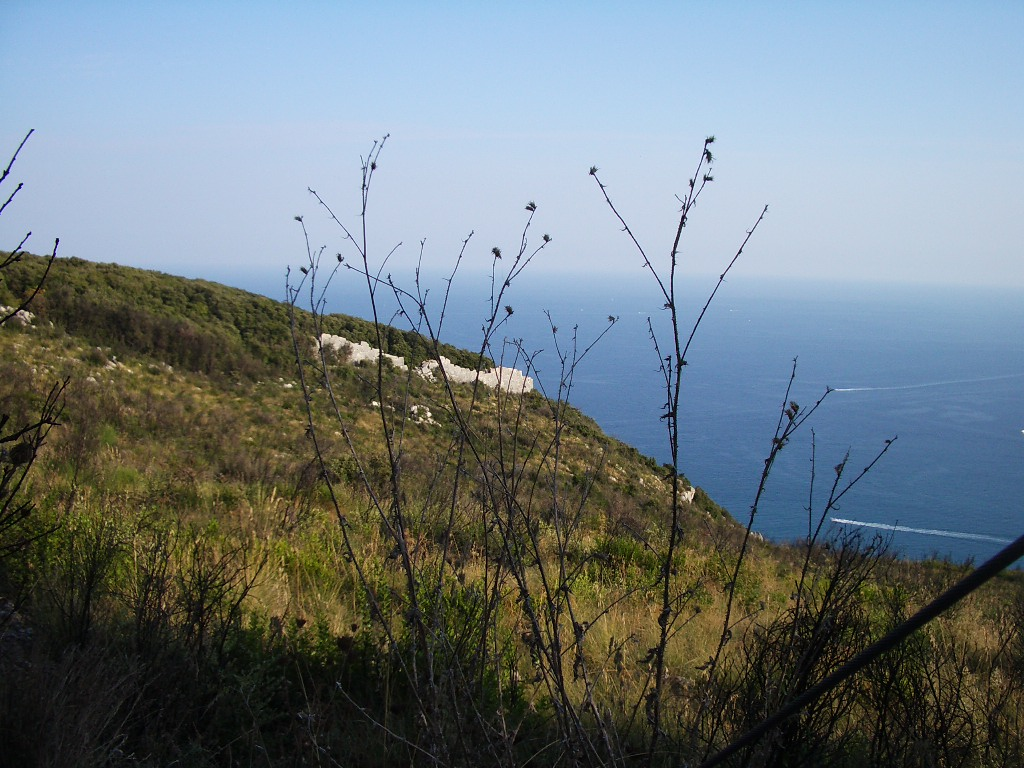
San Felice Circeo: mura ciclopiche (III maniera)
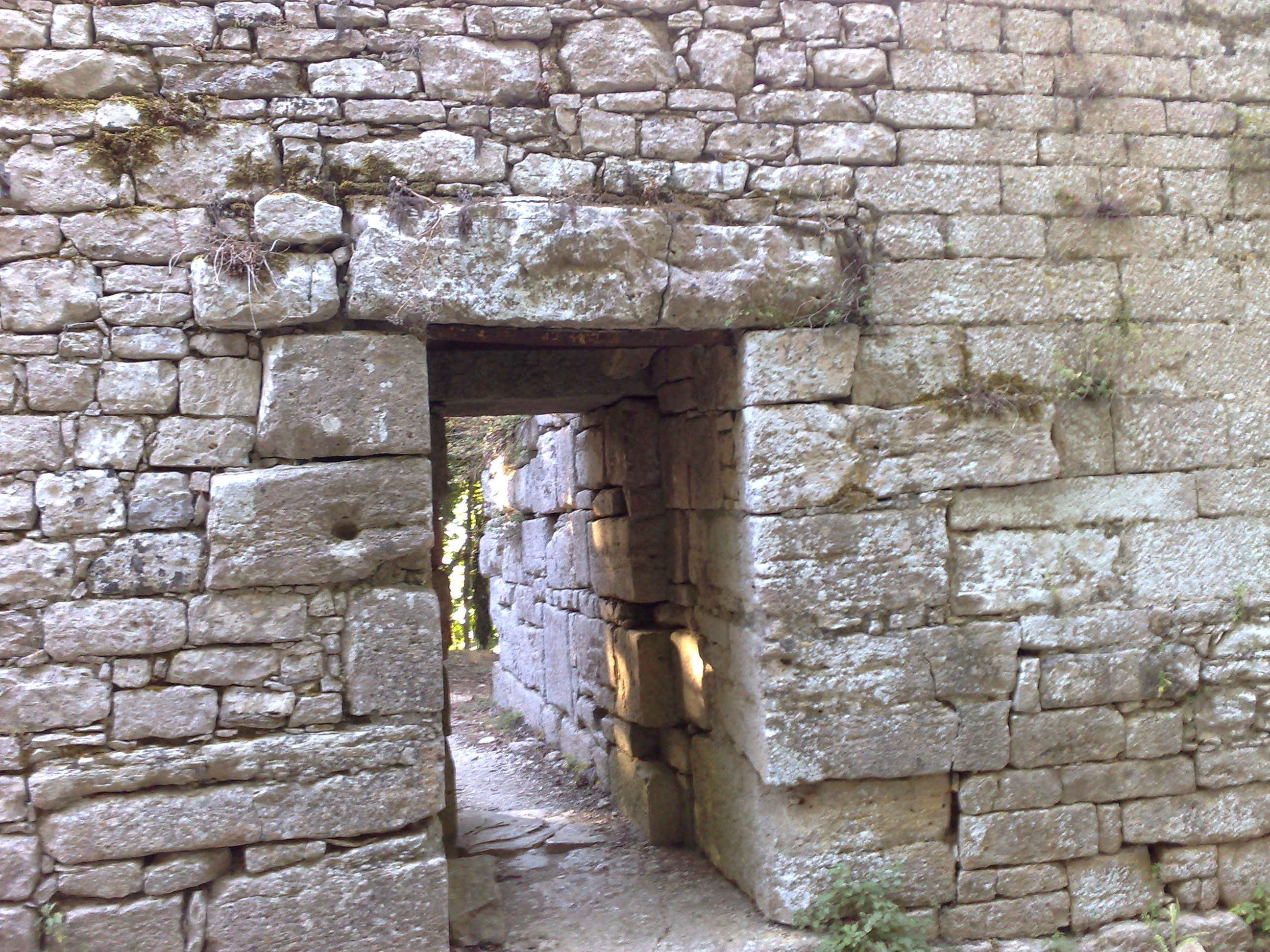
Erice: mura ciclopiche (VII secolo a. C.)
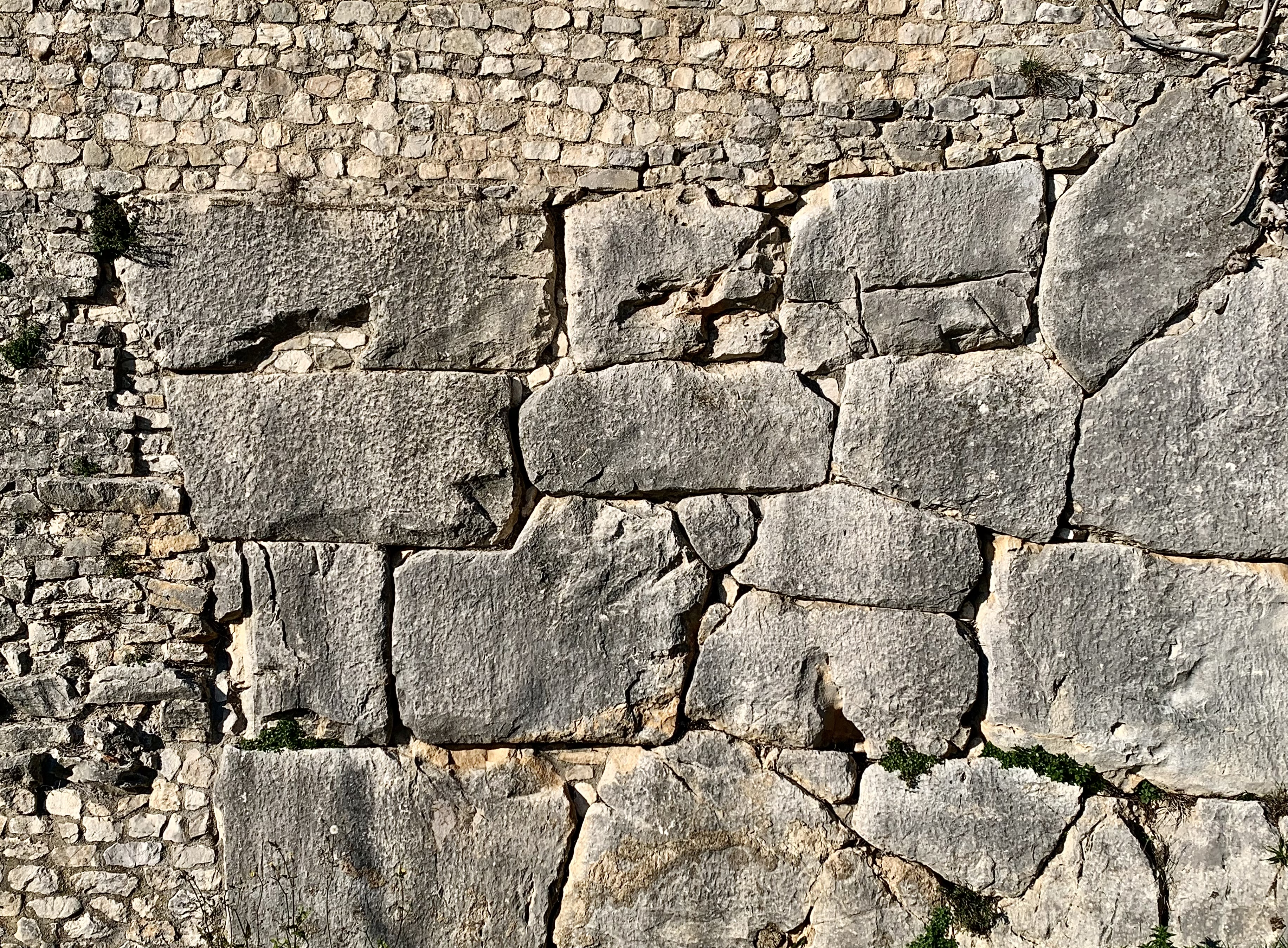
Castel San Pietro Romano: mura ciclopiche (II maniera)
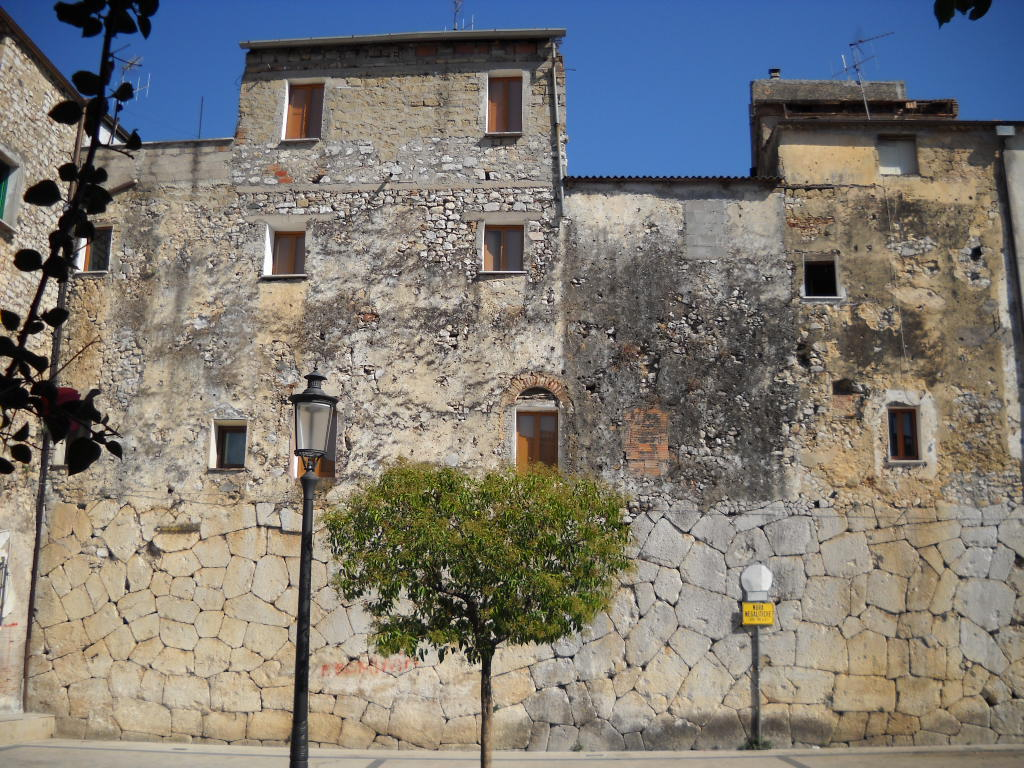
Fondi: mura poligonali (III maniera)